# 马塞尔·埃梅
马塞尔·埃梅（法語：Marcel Aymé，發音：[maʁsɛl ɛme]；1902年3月29日—1967年10月14日），法国二十世纪小说家、儿童作家，剧作家，创作有众多短篇小说，生于约讷省茹瓦尼，曾在巴黎做过记者。1926年发表处女作，《死者的高地》（La Table aux crevés）获得勒诺陀奖，1933年创作《绿色的母马》，大获成功，并被翻译为英语。此后开始专注创作和发表儿童故事、小说和故事集。1935年还开始写电影剧本，1943年发表《穿墙人》（Le passe-muraille），1950年发表《七里靴》（Les Bottes de sept lieues）。

## 外部連結
- 马塞尔·埃梅在互联网电影资料库（IMDb）上的資料（英文）